# Billy Snaddon
Billy Snaddon, škotski igralec snookerja, * 7. julij 1969.
Snaddon je petkrat igral v prvem krogu Svetovno prvenstvo v snookerju|Svetovnega prvenstva, a nikoli ni prišel dlje kot to. 5 sezon je zasedal mesto med 32 igralci sveta na svetovni jakostni lestvici. Njegov najboljši dosežek na jakostnih turnirjih je uvrstitev v finale turnirja China Open 1999.

## Kariera
Snaddon je postal profesionalec leta 1991. Preden se je končno uvrstil v četrtfinale katerega od jakostnih turnirjev, na turnirju Irish Open leta 1998, je dosegel osmino finala sedmih jakostnih turnirjev.
Edini finale katerega koli jakostnega turnirja v svoji 13-letni karieri je dosegel leta 1999 na turnirju Regal China International. Tedaj je veljal za outsiderja, ampak je vseeno izločil 4 igralce, ki so tedaj imeli mesto med najboljšimi 16 igralci sveta na svetovni lestvici: Jamesa Wattanaja, Ronnieja O'Sullivana, Stephena Leeja in Stephena Hendryja. V finalu je nato moral priznati premoč rojaku Johnu Higginsu, ki je slavil z izidom 9-3.
Po edinem finalu na jakostnih turnirjih je Snaddonova forma hitro padla in tudi uvrstitev na jakostni lestvici je šla odtlej le še navzdol. Po skromni sezoni 2003/04 je naznanil svojo upokojitev.